# Электросталь
Электроста́ль (до 1928 года — Зати́шье), — город областного подчинения в Московской области России. Входит в городской округ Электросталь. Население города — 141 778 чел. (2024). Расположен на Мещёре в 52 километрах (38 км от МКАД) к востоку от Москвы. В окрестностях города берёт начало река Вохонка (приток Клязьмы), а также её притоки —  Марьинка и Ходца. На севере Электросталь граничит с землями Ногинского мехлесхоза, а с юга и юго-востока — с землями Павлово-Посадского района. На западе и востоке к городской территории вплотную подходят лесные массивы.

## Этимология
В 1916 году акционерное общество «Электросталь» начало строительство электрометаллургического завода качественных сталей, близ дачного посёлка Затишье. В 1928 году посёлок Затишье переименован в Электросталь; с 1938 года — город с тем же названием.

## История
С давних времён на территории современного города Электросталь существовали деревни Высоково, Шебаново и Афанасово. Их обычное существование закончилось, когда в 1916 году близлежащее урочище Затишье было выбрано для строительства двух заводов: электрометаллургического завода «Электросталь» и Богородского снаряжательного завода. Название своё урочище получило из-за своего расположения в глуши и тишине, хотя и находилось недалеко от Москвы.
В 1916 году 6 тысяч мобилизованных крестьян начали строительство. Мощность завода планировалась для начала 30 тысяч снарядов в сутки. 28 февраля 1917 года первые изделия были собраны.
Металлургический завод был основан Николаем Второвым несколькими месяцами позже снаряжательного. Он выдал первую продукцию в ноябре 1917 года.
В 1925 году полустанок Затишье стал станцией Электросталь.
В 1926 году рядом с этой станцией и в 1 км от Богородского шоссе находились два посёлка Пригородной волости Богородского уезда:
- при заводе № 12 (Затишье) проживало 1288 жителей (711 мужчин, 577 женщин) в 213 хозяйствах, была школа ФЗУ, вечерняя рабочая школа, библиотека, клуб, больница и лавка;
- при заводе Электросталь электрометаллургического треста — 1181 житель (667 мужчин, 514 женщин) в 488 хозяйствах (в том числе 6 крестьянских), столовая, школа 1-й ступени и лавка[7].

В 1928 году посёлок Затишье переименован в Электросталь.
Рост заводского производства и благоустройства привлекал многих, и в 1938 году его население насчитывало уже около 43 тысяч человек.
Указом Президиума Верховного Совета РСФСР от 26 декабря 1938 года посёлок Электросталь был преобразован в город Электросталь, сразу перейдя в областное подчинение.
В годы Великой Отечественной войны предприятия города производили для фронта боеприпасы и снаряды для «Катюш». Было изготовлено 240 млн снарядов (из них 15 млн кумулятивных противотанковых), мин и бомб. Богородский снаряжательный завод участвовал в создании атомного оружия, а после войны занял достойное место в атомной отрасли страны. Завод был перепрофилирован на выпуск топлива для различных транспортных средств и атомных станций в 1954 году. В 1942 году в городе начинается сооружение Ново-Краматорского завода, который в послевоенные годы был перестроен в завод тяжёлого машиностроения.
Более 11 тысяч жителей Электростали участвовали в боевых действиях на фронтах Великой Отечественной войны, около 4 тысяч погибли. 13 электростальцев удостоены звания Героя Советского Союза.
Почётное звание «Город Трудовой Доблести и Славы» присвоено Электростали 7 апреля 2015 года постановлением президиума Межгосударственного союза городов-героев. Этого звания город удостоен за выдающиеся заслуги перед Отечеством, мужество, массовой трудовой героизм, проявленный жителями города Электросталь в борьбе с фашистскими захватчиками и в ознаменование 70-летия окончания Второй мировой войны.
26 декабря 2022 года городу была присуждена награда губернатора «Прорыв года» в номинации «Эффективное управление муниципальными программами».

## Статус
В рамках административно-территориального устройства области Электросталь имеет статус города областного подчинения, которым он является с 1938 года.
В рамках организации местного самоуправления, город вместе с 10 сельскими населёнными пунктами образует городской округ Электросталь. Городской округ был создан в 2004 году в границах города, а к 1 января 2018 года ему были переподчинены также 10 сельских населённых пунктов упразднённого сельского поселения Стёпановское Ногинского муниципального района, в связи с чем к 1 января 2018 года соответствующая административно-территориальная единица получила расширенный статус — город областного подчинения с административной территорией.

## География
| С-З | Тверь ~ 238 км  | Сергиев Посад ~ 78 км Ногинск ~9 км | Иваново ~ 255 км  | С-В |
| З   | Москва ~ 53 км  | Роза ветров                         | Владимир ~ 136 км | В   |
| Ю-З | Калуга ~ 240 км | Жуковский ~ 42 км Коломна ~ 98 км   | Рязань ~ 175 км   | Ю-В |

## Население
| 1931     | 1939     | 1959     | 1962     | 1967     | 1970     | 1975     | 1976     | 1979     | 1982     | 1985     | 1986     |
| -------- | -------- | -------- | -------- | -------- | -------- | -------- | -------- | -------- | -------- | -------- | -------- |
| 9000     | ↗42 607  | ↗96 922  | ↗105 000 | ↗117 000 | ↗123 127 | ↗134 000 | →134 000 | ↗139 272 | ↗144 000 | ↗148 000 | →148 000 |
| 1987     | 1989     | 1990     | 1991     | 1992     | 1993     | 1994     | 1995     | 1996     | 1997     | 1998     | 1999     |
| ↗150 000 | ↗152 463 | ↗153 000 | →153 000 | →153 000 | ↘152 000 | ↘151 000 | ↘150 000 | ↘149 000 | ↘148 000 | →148 000 | ↘147 600 |
| 2000     | 2001     | 2002     | 2003     | 2004     | 2005     | 2006     | 2007     | 2008     | 2009     | 2010     | 2011     |
| ↘147 000 | ↘146 400 | ↘146 294 | ↗146 300 | →146 300 | ↗146 400 | ↘146 200 | ↘146 000 | ↘145 800 | ↗146 327 | ↗155 196 | ↗155 300 |
| 2012     | 2013     | 2014     | 2015     | 2016     | 2017     | 2018     | 2019     | 2020     | 2021     | 2023     | 2024     |
| ↗155 705 | ↗156 558 | ↗157 409 | ↗158 222 | ↗158 479 | ↗158 508 | ↘158 226 | ↘157 371 | ↘156 026 | ↘146 403 | ↘143 182 | ↘141 778 |

На 1 января 2025 года по численности населения город находился на 122-м месте из 1124 городов Российской Федерации.
Национальный состав
По итогам переписи населения 2020 года проживали следующие национальности (национальности менее 0,1 % и другое, см. в сноске к строке «Другие»):
| Национальность | Численность, чел. | Доля     |
| -------------- | ----------------- | -------- |
| Русские        | 127 179           | 86,87 %  |
| Украинцы       | 687               | 0,47 %   |
| Татары         | 680               | 0,46 %   |
| Узбеки         | 422               | 0,29 %   |
| Армяне         | 391               | 0,27 %   |
| Таджики        | 295               | 0,20 %   |
| Белорусы       | 157               | 0,11 %   |
| Другие         | 16 592            | 11,33 %  |
| Итого          | 146 403           | 100,00 % |

## Спорт
В городе расположены следующие спортивные сооружения: ледовый дворец спорта «Кристалл», крытый тренировочный каток им. А. С. Ионова, стадион «Кристалл», спортивно-оздоровительный комплекс «Электросталь», спортивный комплекс «Кристалл», спортивный комплекс «Авангард», теннис-центр, плавательные бассейны «Кристалл» и «Металлург», конно-спортивный клуб «Авангард». В 2006 году после масштабной реконструкции открыт стадион для хоккея на траве на базе спортивно-оздоровительного комплекса «Электросталь».
На территории города действуют МСУ дополнительного образования «Специализированная детско-юношеская спортивная школа олимпийского резерва по дзюдо „Электросталь“», МОУ дополнительного образования детей «Специализированная детско-юношеская спортивная школа олимпийского резерва „Кристалл-Электросталь“» по водным видам спорта, ДЮСШ по футболу «Восток». 7 сентября 2012 года было открыто футбольное поле с искусственным покрытием на территории школы № 11.
Наиболее известной спортивной трибуной города является ледовый дворец спорта «Кристалл», рассчитанный на 3500 человек. Изначально ледовый дворец «Кристалл» был домашней ареной для одного из старейших хоккейных клубов страны — «Кристалла», основанного в 1949 году и выступавшего в чемпионате России среди команд регионов зоны «Центр». В 2014 году было принято решение о расформировании команды и переводе её в МХЛ. 7 декабря 2017 года состоялось торжественное открытие ледового дворца спорта после реконструкции. В рамках мероприятий на ледовой арене состоялся гала-матч открытия Всероссийского фестиваля среди любительских команд сезона 2017—2018 года Ночной хоккейной лиги.
Также в городе существуют спортивно-технический клуб «Азимут», «Электростальский городской клуб туристов», туристический дом «Килятор», автомобильный клуб «ФСТ» (ралли-спринты, скоростное маневрирование), профессиональный футбольный клуб «Кристалл».

## Здравоохранение
- Государственное бюджетное учреждение здравоохранения Московской области «Электростальская центральная городская больница»[60]
- Федеральное государственное бюджетное учреждение здравоохранения «Центральная медико-санитарная часть № 21 ФМБА России»[61]
- Частные медицинские центры «Инвитро», «Контракт», «Медина», «Новая медицина», «Гемотест».

## Образование

### Муниципальные образовательные учреждения
В настоящее время на территории городского округа Электросталь находятся:
- 5 гимназий;
- 3 лицея;
- 14 общеобразовательных школ;
- вечерняя сменная общеобразовательная школа;
- 42 дошкольных образовательных учреждения (центры развития ребёнка, детские сады общеразвивающего вида, детские сады комбинированного вида);
- 2 детские музыкальные школы — учащиеся музыкальных школ городского округа Электросталь принимали участие в международных, всероссийских, областных, зональных конкурсах, одержав более ста побед;
- 3 центра дополнительного образования: «Станция юных техников», «Центр „Диалог“», «Центр „Росток“»;
- детская художественная школа. Ученики школы неоднократно занимали призовые места на региональных и международных конкурсах, являлись обладателями премий президента РФ и премий губернатора Московской области.
- шахматно-шашечный клуб «Диагональ». Ученики клуба одерживали победу в различных международных и региональных турнирах.

### Вузы
- Электростальский политехнический институт (филиал Московского политехнического университета)
- Филиал Московского государственного открытого университета
- Филиал Российского государственного гуманитарного университета (очная и заочная формы обучения)
- Новый гуманитарный институт (дневная и вечерняя формы обучения, факультеты лингвистики, дизайна и туризма)
- Московский финансово-юридический университет МФЮА-центр дистанционного доступа в Электростали (заочное обучение)
- Филиал Современной гуманитарной академии

### Средне-специальное образование
- Московский областной политехнический колледж — филиал ФГБОУ ВПО «Национальный исследовательский ядерный университет „МИФИ“»
- Электростальский колледж
- Электростальский медицинский колледж ФМБА России (медсестринское отделение и зуботехническое отделение)
- Государственный профессионально-педагогический колледж
- Московский областной базовый музыкальный колледж им. А. Н. Скрябина

### Начальное профессиональное образование
- Четыре профессионально-технических училища

### Негосударственные (частные) общеобразовательные организации
- Православная классическая гимназия им. Андрея Рублёва
- некоммерческая общеобразовательная организация «Школа „Атон“»

## Культура и религия
Работает городской музейно-выставочный центр.
В декабре 2008 года в историко-художественном музее состоялась научно-практическая конференция «Второвские чтения», в которой участвовали потомки основателя города, Н. А. Второва, историки-краеведы, изучающие его жизнь и деятельность. Чтения было решено сделать регулярными.

### Учреждения культуры
В городе действуют историко-художественный музей, выставочный зал, шесть центров культуры, два многозальных кинотеатра — «Современник» и «Галерея кино». Крупнейшим учреждением культуры Электростали является Культурный центр «Октябрь», открытый в 1963 году. Решение о строительстве было принято руководством Ново-Краматорского завода им. Сталина. Такой дворец в городе был построен впервые: зрительный зал рассчитан на 850 мест.
В городе имеется Централизованная библиотечная система, включающая 13 библиотек.
Культурно-досуговые учреждения:
- КЦ «Октябрь»;
- КЦ им. Н. П. Васильева;
- КЦ им. М. Горького (разрушен, снесён);
- КЦ «Досуг»;
- АНО «КСК „Кристалл“» (ДК им. К. Маркса).

### Православная община
Православная община в Электростали образовалась в сентябре 1990 года. В 1991 году в храме преподобного Андрея Рублёва — первом храме города, переделанном из ДОСААФ — была проведена первая служба. В 1996 году к нему был пристроен крестильный храм в честь святого праведного Иоанна Кронштадтского, и 2 января 1999 года в нём прошла первая служба. Также в 1996 году на территории городской больницы был построен и освящён больничный храм в честь святого великомученика и целителя Пантелеимона.
26 октября 1991 года на собрании православной общины города Электростали было принято решение о строительстве храма Вознесения Господня на месте сгоревшего в начале 1990-х годов Дома культуры «Строитель». 8 июня 1994 года на месте строительства был освящён памятный крест и закладной камень в основание фундамента будущего храма. Заложение в фундамент закладного камня произошло в 2001 году.

### Фестиваль японской анимации
В Электростали дважды проводился фестиваль японской анимации. Первый прошёл 26 октября 2008 года, а второй — 18 октября 2009 года. Помимо них, компанией Reanimedia четырежды проводился фестиваль анимационного кино Японии «Реанифест»: 30 июня и 1 июля, 19—21 ноября 2012 года, а также 29—30 июня, 30 ноября и 1 декабря 2013 года.

## Климат
| Показатель                    | Янв. | Фев. | Март | Апр. | Май  | Июнь | Июль | Авг. | Сен. | Окт. | Нояб. | Дек. | Год   |
| ----------------------------- | ---- | ---- | ---- | ---- | ---- | ---- | ---- | ---- | ---- | ---- | ----- | ---- | ----- |
| Средний суточный максимум, °C | −5   | −4   | 2    | 11   | 18   | 22   | 24   | 22   | 15   | 8    | 0     | −4   | 9     |
| Средний суточный минимум, °C  | −8   | −9   | −5   | 2    | 8    | 12   | 14   | 12   | 8    | 3    | −3    | −8   | 2     |
| Норма осадков, мм             | 39,9 | 32,5 | 27,2 | 24,2 | 39,2 | 59,3 | 55,6 | 56,4 | 46,1 | 49,9 | 38,2  | 35,7 | 504,2 |
| Источник: MSN Weather         |      |      |      |      |      |      |      |      |      |      |       |      |       |

## Промышленность
Электросталь является центром металлургии и тяжёлого машиностроения — город обладает крупнейшим в стране производством ядерного топлива, высококачественной стали, тяжёлого машиностроения и химической продукции. Кроме этого, в городе работают более сотни средних и малых предприятий, которые производят строительные материалы, одежду, книги и журналы, школьную и офисную мебель, продукты питания и многое другое.
Основные предприятия:
- Машиностроительный завод (МСЗ, «Элемаш») — крупнейшее предприятие атомного машиностроения, входит в состав корпорации «ТВЭЛ». Предприятие производит ядерное топливо для АЭС, прецизионные нержавеющие трубы (ООО «Элемаш-спецтрубпрокат»), постоянные магниты, ферриты и металлический кальций. Продукция поставляется на АЭС 13 стран, эксплуатируется в каждом восьмом коммерческом реакторе мира;
- Металлургический завод «Электросталь»;
- Электростальский завод тяжёлого машиностроения (ЭЗТМ) — производитель технологического оборудования для металлургии и горно-обогатительной промышленности;
- ОАО Электростальский химико-механический завод им. Н. Д. Зелинского выпускает фильтрующие средства индивидуальной и коллективной защиты от оружия массового поражения и химически опасных веществ, фильтрующие ткани, катализаторы, химические поглотители, осушители и активные угли;
- Котельно-строительная компания — проектирование и строительство котельных, тепловых пунктов и мини-ТЭЦ;
- Завод теплообменного оборудования «Бойлер» — производство теплообменников, оборудования для водоподготовки;
- Завод «ОСТ-Тара» группы «ОСТ» — производство стеклотары;
- ОАО ЭНПО «Неорганика» — производство водоочистителей: ткани и нетканые материалы, активные угли и катализаторы, фильтрующие материалы, фильтры различных марок;
- Электростальский домостроительный комбинат (ЭДСК) — производство товарного бетона и строительного раствора; производство стеновых блоков; промышленность сборных железобетонных и бетонных (за исключением стеновых материалов) конструкций и изделий. В 2011 году на базе комбината был образован индустриальный парк «Электростальский». Основным резидентом индустриального парка стала корейская компания «LG-Hausys»;
- Производственный комплекс «Элдом» — изготовление высокоточного металлорежущего инструмента, в том числе с наноструктурированным покрытием;
- ОАО «Никбоор» — производство продукции для оснащения атомных электростанций;
- ООО «Департамент 13» — производство емкостного оборудования, толстостенных труб и обечаек, конусов.

## Связь
В Электростали принимаются многие радиостанции диапазонов УКВ и FM, вещающие из Москвы.

### Услуги телефонной связи
Услуги телефонной связи предоставляют Московский филиал ПАО «Ростелеком» и сеть «Инфолинк».

### Доступ в Интернет
Для физических и юридических лиц в городе предлагают свои услуги 5 интернет-провайдеров: телекоммуникационная сеть «Инфолинк», ООО «Флекс» (Flex), «Домолинк» (ПАО Ростелеком), ООО «Стальнет», «Билайн».

### Телевидение
Почти 98 % города подключены к телевизионным сетям. Услуги аналогового кабельного телевидения предоставляют ООО «МСС» (26 каналов аналогового ТВ); цифрового ТВ — ПАО «Ростелеком», «Билайн ТВ» (103—149 каналов через IPTV); аналого-цифрового ТВ — сеть «Инфолинк» (29 каналов аналогового и 127 каналов цифрового ТВ).
В городе есть местное телевидение. Представлено двумя городскими каналами: «Телеканал ЭлТВ» (информационный, совместно с 360°) и ВРТ (развлекательный, сетевой партнер — TV XXI). Трансляция идёт в аналоговых сетях ООО «МСС», ПАО «Ростелеком» и сети «Инфолинк».

## Основные торговые центры и торговые сети
- Сеть магазинов «Atac»;
- сеть магазинов «Auchan»;
- ТЦ «Апельсин»;
- сеть салонов сотовой связи «Билайн»;
- гипермаркет «Глобус»;
- магазины «Детский мир»;
- сеть магазинов бытовой техники и электроники «DNS»;
- сеть магазинов «Дикси»;
- сеть салонов сотовой связи «Евросеть»;
- гипермаркет «Максидом»;
- сеть магазинов и гипермаркетов «Магнит»;
- магазины аудио-видео и бытовой техники «М.Видео»;
- сеть салонов сотовой связи «Мегафон»;
- ТЦ «Меридиан»;
- офисы продаж и обслуживания ОАО «МТС»;
- ТРЦ «Парк Плаза»;
- сеть магазинов «Перекрёсток»;
- сеть магазинов «Пятёрочка»;
- сеть салонов сотовой связи «Связной»;
- сеть салонов сотовой связи «Tele2»;
- ТЦ «Центральный»;
- ТРЦ «Эльград»;
- магазины аудио-видео и бытовой техники «Эльдорадо».

## Энергетика
К западу от города проходит кольцевой газопровод Московской области (КГМО), на северо-востоке от города размещена Ногинская подстанция (район посёлка Красный Электрик), подающая в город электроэнергию от ЕЭС.
В 1999 году в южной части города пущена мини-ТЭЦ на базе газотурбинной установки и котлов производства концерна ABB мощностями 16,8 МВт электрической и 37 МВт — тепловой.

## Транспорт
Прямое автобусное сообщение с городами Москва (маршруты № 399 и 1214) и Ногинск (№ 20, 23 и 49, маршрутные такси № 65, 69). Пригородные автобусы до станции Фрязево (№ 103, 38, 40, 42, 60,) деревни Пушкино (№ 39), посёлка имени Воровского (станция Храпуново, автобусы № 49). Развита сеть внутригородских автобусных перевозок, включающая 15 маршрутов.
Беспересадочное сообщение электропоездами с Москвой (время движения до платформы Серп и Молот (пересадка на станции метро «Римская» и «Площадь Ильича») составит примерно 1 час 15 минут), Железнодорожный, Электроугли, Реутов.
В мае 2010 года на участке Захарово — Москва-Курская запущен электропоезд-экспресс, следующий из Ногинска на Курский вокзал и имеющий остановки на платформах и станциях Машиностроитель, Электросталь, Железнодорожная, Новогиреево, Москва-Курская. Время движения электропоезда от станции Электросталь до станции Москва-Курская составляет около 1 часа.
В 5 км от города находится железнодорожная станция Фрязево, имеющая прямое сообщение, кроме того, с городами Электрогорск, Павловский Посад, Орехово-Зуево, Дрезна, Петушки, Покров, Костерёво, Лакинск (станция Ундол), Владимир, Реутов, Электроугли, Щёлково, Монино, Королёв, Мытищи, а также автобусным маршрутом с Раменским.

## Памятники
- Памятник академику Н. Д. Зелинскому открыт в июле 2013 года перед проходной химико-механического завода[67];
- Памятник основателю города, промышленнику Н. А. Второву открыт 13 сентября 2002 года перед ДК имени М. Горького. Скульптор Д. Стритович;
- Памятник Карлу Марксу расположен перед ДК имени К. Маркса;
- Памятник — стела Герою Социалистического Труда, строителю Ялагину Ивану Васильевичу — на перекрёстке улицы Ялагина и Фрязевского шоссе;
- Мемориальная доска С. И. Золотухе работы Д. Стритовича открыта 3 сентября 2013 года на фасаде заводоуправления ПАО «МСЗ»[68];
- Бюст Героя Советского Союза В. Д. Корнеева — напротив входа в МОУ СОШ № 3;
- Бюст советскому государственному деятелю, заместителю председателя Совета Министров СССР, министру чёрной металлургии СССР Ивану Федоровичу Тевосяну — на площади возле перекрестка улиц Мира и Тевосяна;
- Монумент электростальцам-ликвидаторам последствий на Чернобыльской АЭС открыт 22 ноября 2006 года перед КЦ имени Н. Васильева. Скульптор Н. Лысенко;
- Памятный камень погибшим от репрессий — на площади возле перекрёстка улиц Мира и Тевосяна;
- Памятная доска Валентину Васильевичу Чебыкину, генеральному директору НПО «Неорганика»;
- Монумент металлургу открыт 16 ноября 2017 года на привокзальной площади к 100-летию металлургического завода «Электросталь»[69];
- Памятный знак «Электросталь — город воинской и трудовой славы» — в сквере у ЭПИ МАМИ;
- Мемориал миномёту «Катюша» в сквере возле центральной проходной Электростальского завода тяжелого машиностроения[70];
- Памятник (мемориальный камень) министру среднего машиностроения Е. П. Славскому — в сквере между центральной проходной Машиностроительного завода и зданием заводского комитета профсоюза[71].
- Бюст Е. И. Дёминой — в сквере у КЦ «МСЗ».

## Города-побратимы
- Бэньси, Китай[72]
- Даньян, Китай[73]
- Крушевац, Сербия[74]
- Ниш, Сербия[75]
- Новополоцк, Беларусь[75]
- Полоцк, Беларусь[75]
- Перник, Болгария[75]
- Ростов, Ярославская область — с 26 декабря 2013 года
- Сосновый Бор, Россия — с 8 сентября 2007 года
- Струмица, Северная Македония — с 20 декабря 2013 года[76]
- Шученг, Китай — с 20 декабря 2010 года

## Галерея
- Храм Андрея Рублёва
- Тыльная сторона КЦ «Октябрь»
- Бизнес-центр «Виктория»
- Проезд Чернышевского
- Проспект Ленина
- Круг на площади Ленина
- Вознесенский Храм в Электростали
- Мемориал павшим солдатам
- Ялагинское поле в 2010 году